# Roger Estrada
Pas d'image ? Cliquez ici

a Compétitions nationales et continentales officielles uniquement.

b Matchs officiels uniquement.
Roger Estrada, né le 24 mai 1924 à Bergerac et mort le 2 août 2007 à Villeneuve-sur-Lot, est un joueur de rugby à XV et de rugby à XIII.
Il effectue un début de carrière en rugby à XV sous le maillot de l'US Bergerac avant d'opter pour le rugby XIII en rejoignant Villeneuve-sur-Lot. Avec ce dernier, il remporte de nombreux succès avec un titre de Championnat de France en 1959 ainsi qu'un titre en Coupe de France en 1958. Fort de ses performances en club, il est sélectionné à une reprise en équipe de France le 13 décembre 1953 en Coupe d'Europe.

## Biographie
Ce joueur est considéré comme la « la parfaite doublure du fameux Puig-Aubert » par la littérature treiziste.
La même littérature voit en lui un joueur de petite taille  « qui compensait par un grand talent ».

## Palmarès
- Collectif :
  - Vainqueur du Championnat de France : 1959[3] (Villeneuve-sur-Lot).
  - Vainqueur de la Coupe de France : 1958 (Villeneuve-sur-Lot)[4].
  - Finaliste de la Coupe de France : 1953 (Villeneuve-sur-Lot)[4].

### Détails en sélection
| 1. | 13 décembre 1953 | Pays de Galles | 23-22 | Coupe d'Europe | Arrière | 8 | 1 | 3 | - |